# 内藤頼博
内藤 頼博（ないとう よりひろ、1908年3月12日 - 2000年12月5日）は、東京府出身の裁判官、弁護士、教育家。子爵、正三位勲一等瑞宝章。

## 経歴
旧信州高遠藩主内藤子爵家の第15代当主として東京府豊多摩郡内藤新宿町に生まれる。内藤頼直、大河内輝声の孫、内藤頼輔の子。旧制学習院幼稚園・初等科・中等科・高等科を経て、1931年、東京帝国大学法学部卒業。東京家庭裁判所長、広島高等裁判所長官、名古屋高等裁判所長官を歴任。1973年に退官し、弁護士となる。

弁護士業の傍ら、1979年から1987年まで多摩美術大学学長、1975年から1991年まで多摩美術大学理事長、1987年から1993年まで第22代学習院院長を務めた。老衰で死去。
息子の内藤頼誼は元朝日新聞社アメリカ総局長。

## 業績
大審院の裁判規定には1898年施行の人事訴訟手続法（明治31年法律第13号）が存在したが、家事裁判手続の改善のために尽力した
。
1940年（昭和15年）1月の日米通商航海条約失効による日本とアメリカ合衆国との経済紛争状態のなかで、4月から10月までアメリカに上陸し、ニューヨーク、フィラデルフィア、リッチモンド、シンシナティ、セントルイス、シカゴ、ボストンの家庭裁判所を歴訪して組織や手続を詳細に査察し、司法大臣風見章に報告書を提出した。
しかしながら、1941年の真珠湾攻撃による第二次世界大戦勃発により、実際に家事審判法（昭和22年12月6日法律第152号）、家事審判規則（昭和22年最高裁判所規則第15号）及び特別家事審判規則（昭和22年最高裁判所規則第16号）が設置されたのは、戦後の1947年となった。

## 著述
- 英国植民大臣司法調査委員会「南アフリカの司法」『原住民司法論集（司法資料 第290号）』1947年。

- 内藤頼博「北米合衆国家庭裁判制度調査報告書（堀内信之助共著、原著1940年12月）」『法の支配 5月号』第30巻、司法省秘書課、1977年5月。